# Trachusa muiri
Trachusa muiri är en biart som beskrevs av Mavromoustakis 1936. Trachusa muiri ingår i släktet hartsbin, och familjen buksamlarbin. Inga underarter finns listade i Catalogue of Life.